# 포제션: 중독된 사랑
《포제션: 중독된 사랑》(영어: Possession)은 2009년 공개된 미국의 심리 스릴러 영화이다. 2002년 대한민국 영화 《중독》의 리메이크 작품이다.

## 줄거리
결혼 1년차인 변호사 제스는 기념 선물로 목걸이를 주는 다정한 남편 라이언과 행복한 일상을 보내고 있지만 자신을 이상한 눈으로 바라보며 감정 기복이 심하고 폭력적인 라이언의 동생 로먼을 두려워한다. 로먼은 특히 여자친구 케이시에게 가혹한 태도를 보인다. 
사실 제스는 로먼이 가중 폭행죄로 체포됐을 때 변호를 해주다가 형인 라이언을 알게 되었다. 부부가 로먼을 사회 복귀 훈련소로 보내면 어떨지 의견을 교환하는 대화를 엿들은 로먼은 차를 몰고 떠난다. 로먼이 무슨 일을 벌일까봐 걱정한 라이언도 차를 타고 뒤따라가다가 둘의 차가 골든게이트교에서 충돌하여 둘 다 혼수상태에 빠진다. 후에 제스는 라이언의 손 편지를 보다가 오열한다. 
몇 주 뒤 갑자기 깨어난 로먼은 본인이 라이언이라고 주장한다. 제스는 화를 내면서도 머리를 심하게 다친 후유증이라 여기고 기억을 찾게 돕지만 부부 둘만 아는 일들을 얘기하는 로먼을 보면서 제스는 로먼의 주장을 믿게 된다. 케이시는 로먼은 그저 로먼일 뿐이라며 제스를 비난하고, 제스도 한편으론 여전히 라이언의 생명 유지 장치를 떼는 것을 주저한다. 
제스의 임신 사실이 밝혀진 상태에서 케이시가 실종된다. 제스는 줄이 은으로 교체돼있는 등 목걸이가 라이언에게서 처음 받았을 때와 상태가 달라졌다는 걸 깨닫고 다시 로먼을 의심하다가 액자 안에 숨겨져있던 진짜 목걸이를 발견한다. 
곧 제스는 로먼이 부부의 사진들과 라이언이 썼던 손 편지들을 보고 부부의 사소한 정보들을 학습했다는 걸 알게 된다. 제스가 이를 로먼에게 따져묻자 로먼은 다 제스를 사랑해서 벌인 일이며 케이시는 자꾸 의심을 해 죽였다고 밝힌다. 제스와 로먼이 몸싸움을 벌일 때 같은 시각 병원에서는 라이언이 발작을 일으킨다. 사고 때 라이언과 정신적으로 연결된 로먼이 이에 반응하고, 제스가 로먼을 도예용 칼로 찔러 죽인다. 
제스는 배 속 아기가 무사하다는 진단을 받고, 아직 혼수상태인 라이언에게 우린 다 이겨내고 또 함께 할 거라고 속삭인다. 병원을 나오던 제스는 목걸이가 잘 채워지지 않아 고생하는데 "내가 해줄게"라고 속삭이는 소리가 들리고 목걸이가 채워진다. 제스가 뒤를 돌아봤을 때 거기에는 아무도 없지만 그게 라이언이었음을 아는 제스가 미소를 지으며 영화가 끝난다.

## 출연진
- 세라 미셸 겔러 - 제스 역
- 리 페이스 - 로먼 역
- 마이클 랜디스 - 라이언 역
- 체일라 호스돌 - 미란다 역
- 윌리엄 B. 데이비스 - 최면술사 역
- 투바 노보트니 - 케이시 역

## 기타 제작진
- 라인 제작: 숀 윌리엄슨
- 배역: 린지 헤이스 크루거, 데이비드 H. 래퍼포트, 모린 웨브
- 미술: 더글러스 히긴스
- 의상: 카티아 스타노